# 湖南省司法厅
湖南省司法厅是中华人民共和国湖南省人民政府主管司法行政的组成部门。

## 部门领导

### 行政领导
- 厅长：方华堂
- 副厅长：傅莉娟、杨龙金、钟艺兵、胡国雄
- 省监狱管理局局长：钟艺兵
- 省戒毒管理局局长：周树和
- 政治部主任：雷丰超
- 一级巡视员：张维杰
- 二级巡视员：田自成、毛晓军

### 党组领导
- 书记：方华堂
- 纪检组长：
- 成员：杨龙金、钟艺兵、雷丰超、胡国雄

## 机构设置

### 内设机构
- 办公室
- 政策法规处
- 法制宣传处
- 基层工作处
- 律师工作管理处
- 公证工作管理处
- 司法鉴定管理处
- 计划财务装备处
- 政治部
- 省法律援助中心
- 省法学会办公室
- 社区矫正办公室
- 国家司法考试办公室
- 老干办
- 直属机关党委
- 驻厅纪检组监察室

### 直属机构
- 湖南司法警官职业学院
- 湖南省劳教局
- 湖南省监狱管理局

## 历任厅长
- 方鼎英
- 张春发（-1988年5月）
- 张树海（1988年5月-1991年2月）
- 简洁中（1991年3月-1993年2月）
- 吴振汉（1993年3月-1998年1月）
- 周敦扣（1998年1月-2007年1月）
- 夏国佳（2007年1月-2013年4月）
- 谈敬纯（2013年4月-2017年11月）
- 范运田（2017年11月-2022年12月）
- 方华堂（2022年12月-2025年1月）
- 李忠（1970年）（2025年4月至今）